# Echiko Maeda
Echiko Maeda (japonès: 前田悦智子)  (Ōta, 31 de gener de 1952) és una exjugadora de voleibol japonesa que va competir durant la dècada de 1970.
El 1976 va prendre part en els Jocs Olímpics de Mont-real, on va guanyar la medalla d'or en la competició de voleibol. En el seu palmarès també destaca una medalla d'or al Campionat del Món de voleibol de 1974 i a la Copa del Món de voleibol de 1977. A nivell de clubs jugà al Sanyo Tokyo.